# نیدرگکلر
نیدرگکلر (به آلمانی: Niedergeckler) یک شهر در آلمان است که در بیتبورگ-پروم واقع شده‌است.